# Sarcohyla ameibothalame
Espèce
Statut de conservation UICN

 DD  : Données insuffisantes
Synonymes
- Hyla ameibothalame Canseco-Márquez, Mendelson & Gutiérrez-Mayén, 2002
- Plectrohyla ameibothalame Faivovich, Haddad, Garcia, Frost, Campbell, and Wheeler, 2005

Sarcohyla ameibothalame est une espèce d'amphibiens de la famille des Hylidae.

## Répartition
Cette espèce est endémique de l'État d'Oaxaca au Mexique. Elle se rencontre entre 2 455 et 2 670 m d'altitude à San Pedro Nopala,.

## Publication originale
- Canseco-Márquez, Mendelson & Gutiérrez-Mayén, 2002 : A new species of Hyla (Anura: Hylidae) from the Mixteca Alta, Oaxaca, Mexico. Herpetologica, vol. 58, no 2, p. 260–269.